# Griphopithecus
Griphopithecus es un género extinto de primate homínido que existió en Europa y Asia hace aproximadamente 16,5 a 17 millones de años, a finales del Mioceno Inferior. Se describió en 2002, a partir de un fragmento de molar hallado en Alemania. Se conoce principalmente a partir de numerosos especímenes de la misma antigüedad, principalmente dientes, hallados en Turquía y otros que vivieron posteriormente (hace 14-15 millones de años) en Eslovaquia. Las especies reconocidas del género son Griphopithecus africanus, Griphopithecus alpani y Griphopithecus darwini, de las cuales la mejor conocida es Griphopithecus alpani (Tekkaya 1974).
|  | Hylobates                                                                            |
|  |                                                                                      |
|  | \| \| Sivapithecus-Pongo clade \| \| \| \| \| \| Dryopithecus-Homo clade \| \| \| \| |
|  |                                                                                      |
|  | Sivapithecus-Pongo clade                                                             |
|  |                                                                                      |
|  | Dryopithecus-Homo clade                                                              |
|  |                                                                                      |

|  | Sivapithecus-Pongo clade |
|  |                          |
|  | Dryopithecus-Homo clade  |
|  |                          |

## Características
El primer fragmento de molar hallado en Alemania, presenta características evolucionadas como una capa de esmalte con baja penetración dentro de la dentina a diferencia de Proconsul y posiblemente Afropithecus. Esta especie poseía mandíbulas robustas, con sínfisis fuertemente reforzadas con molares anchos y aplanados, con esmalte de poco espesor, y el cíngulo dental menos desarrollado comparado con Proconsul. La morfología dental y los microsurcos presentes hace presumir que le permitía alimentarse de frutas con corteza dura, sin embargo, no se puede establecer si era oportunista o estas constituían la base de su dieta. A partir de dos especímenes postcraneales constituidos por fragmentos de un húmero y un cúbito hallados en Austria, se estableció que las proporciones eran similares a Proconsul y que posiblemente se trataba de un primate arbóreo similar en tamaño y tipo de locomoción a Proconsul nyanzae.